# コンプトン (カリフォルニア州)
コンプトン（Compton）は、アメリカ合衆国カリフォルニア州南部に位置する都市。ロサンゼルスの南に隣接する。人口は9万5740人（2020年）。

## 概要
1888年に法人化した古い町である。ロサンゼルスダウンタウンの南に位置しており、商業、工業、住宅が混在している。貧困の度合いが高いこと、犯罪率が上昇を続けてきたことなどインナーシティの典型例の1つとされている。
市の人口の大半をアフリカン・アメリカンとヒスパニック系が占めるため、黒人文化・メキシコ文化が大きな影響力を持っている。コンプトンは、乗馬クラブ、中高生のための天文学講座、大リーグ・アカデミーなどを売りにしている。

## 犯罪
コンプトンは、犯罪率がアメリカで最も高い都市の1つとして知られ、ギャング犯罪で悪名高い。
このようなコンプトンの暴力的な一面は、1980年代に、コンプトンズ・モスト・ウォンテッドやN.W.A.といった地元のギャングスタ・ラップ集団が人気を集めていくと共に、全国に広まっていった。
モーガン・クイットノーによる2006年の調査では、コンプトンは全米でセントルイス・デトロイト・フリントに次ぐワースト4位、人口75,000人-100,000人の都市の中ではワースト1であった。特に殺人の発生率が高く（全米平均の8倍以上）、全米最悪の犯罪都市であるとされるイーストセントルイスに匹敵する悪い水準である。そのほとんどがギャングの抗争によるものである。
経済状況やサウス・セントラルの「貧民窟」の中心という立地によって、犯罪抑止が困難な状況にある。ただし、クラックブームが吹き荒れた1980年代に比べると、犯罪の頻度は低くなっている。2005年には、コンプトンでは72件の殺人事件が発生した。銃犯罪への取り組みとして、コンプトン市民は、所有する銃を警察に差し出せば、様々な商品と交換することができる100ドル分の商品券を手にすることができる。2006年には、今までの2倍の保安官補佐官を動員した結果、4ヶ月で殺人件数を22件から5件にまで減少させた。
民間調査会社NICHEの2025年の調べでは依然として治安に問題があるが、交通の便が良いため平均住宅価格は高めである   。

## 姉妹都市
- アピア（サモア独立国 ツアマサガ地区）

## 主な出身者
- ドクター・ドレー - ラッパー
- シュグ・ナイト（デス・ロウ・レコード）の設立者
- イージー・E - ラッパー
- MCレン（英語版） - ラッパー
- クーリオ - ラッパー、ミュージシャン
- YG - ラッパー
- ケンドリック・ラマー - ラッパー
- ロディ・リッチ - ラッパー
- デマー・デローザン - NBA選手
- タイソン・チャンドラー - NBA選手
- ジェームズ・ハーデン - NBA選手
- リチャード・シャーマン - NFL選手